# 中国人民解放军第4723工厂
中国人民解放军第4723工厂，又称海翔机械厂，位于中华人民共和国河北省邯郸市市区以北30公里处，隶属中国人民解放军海军装备部，从事海军部分装备的维修、保障。工厂始建于1975年，为国有大型二类企业。工厂附设有幼儿园、医院、商店、食堂等。